# Мишра, Шанти
Шанти Мишра (урождённая Шреста, 22 июня 1938, Катманду — 15 мая 2019, Индианаполис) — непальская учительница, библиотекарь, писательница и переводчик. Она была первой непальской женщиной-профессором, работающей полный рабочий день в Центральной библиотеке Трибхуванского университета, библиотекарем-основательницей Центральной библиотеки университета, первой непальской женщиной, получившей степень магистра библиотечного дела в Америке, и первой женщиной в правительстве (советник группы по связям с общественностью), членом непальской делегации в ООН. Она также была директором-основателем отделения ПЕН-клуба в Непале.

## Ранние годы и образование
Мишра родилась 22 июня 1938 года в Джоххене, Катманду, была старшей дочерью Джанаки Лала Шресты и Кришны Деви Шресты. У неё были младшие брат и три сестры. Она получила степень бакалавра искусств в Шотландском церковном колледже в Калькутте и степень магистра истории в Калькуттском университете. В 1959 году, когда была создана Центральная библиотека Трибхуванского университета, и Шанти получила возможность изучать библиотечное дело в США, изучала библиотечное дело в Библиотечной школе Джорджа Пибоди Университета Вандербильта и получила степень магистра в Калькуттском университете.

## Профессиональная карьера

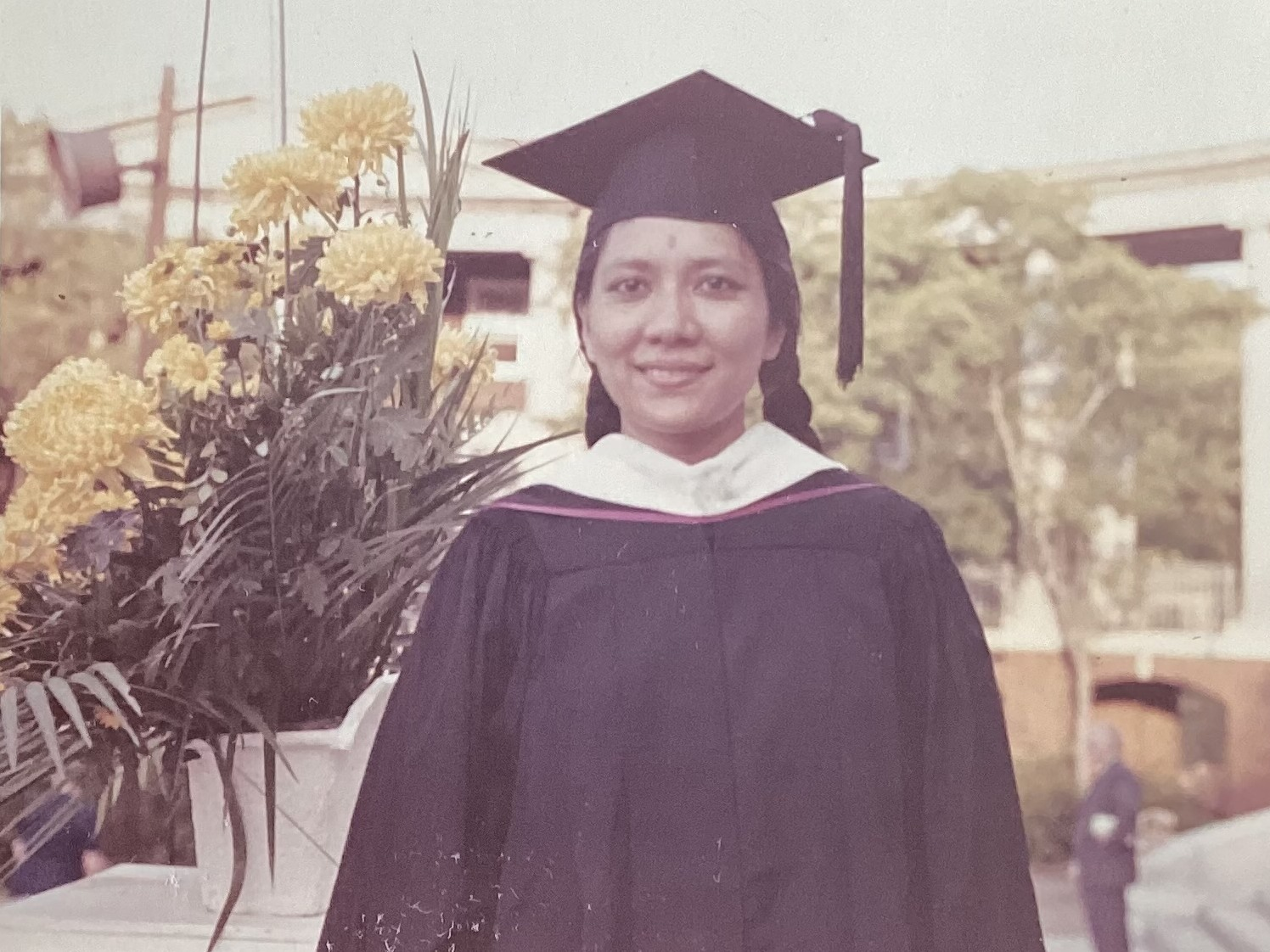
Фото выпускницы Шанти Мишры в США

Она вернулась в Непал в 1962 году. 1 мая 1963 года была назначена главным библиотекарем Центральной библиотеки Трибхуванского университета. Библиотека первоначально находилась в Трипурешворе, а в 1967 году она переехала в Киртипур. Во время визита британских педагогов в 1969 году, когда Мишра пребывала в должности главного библиотекаря, библиотеку назвали «одной из лучших библиотек Юго-Восточной Азии». Визит транслировался по BBC, и библиотека стала предметом гордости страны. Шанти проработала в Трибхуванском университете три десятилетия.
Шанти Невар перевела популярный социальный роман Рудрараджа Пандея «Рупмати» (1999) на английский язык. Был опубликован её роман на английском языке «Вдовий дар» (издательство Pilgrims Publishing of Banaras, 2008), роман «Славная история и наше служение Центральной библиотеке Триви», написанный вместе с мужем, Нараяном Прасадом. Её англоязычная книга «Голос истины: вызовы и борьба счастливой женщины» о жизни была опубликована индийским издательством Delhi Book Faith. До этого никто в Непале не издавал полноценной книги с автобиографией женщины. Книга была опубликована в 1994 году и вошла в том году в десятку бестселлеров.
Шанти была членом-секретарём Комитета Международного года женщин в Непале в 1975 году, президентом-основателем Непальского отделения Международной ассоциации писателей (PEN), председателем Мартина Чаутари, советником группы по связям с общественностью, членом непальской делегации в ООН на Генеральной ассамблее 1977 года, Мишра также была почётным членом Женской организации ООН и организации «Активные женщины Непала».
Она была одним из членов, подписавших соглашение о создании отделения ПЕН-клуба в Непале, наряду с такими выдающимися писателями, как Грета Рана, Тойя Гурунг, Ашеш Малла, Бхуван Дхунгана, Друба Чандра Гаутам и др. Она была директором-основателем Международного ПЕН-клуба Непала. Она также была председателем Мартин Чаутари, советником Санчарика Самуха (женская медиа-группа), консультантом ЮНЕСКО по строительству современной библиотеки в Бутане в 1985 году и заместителем председателя Rudra Raj Pandey Sahitya Sewa Samiti. Мишра также была почётным членом Женской организации ООН и Активных женщин Непала.

## Личная жизнь и смерть

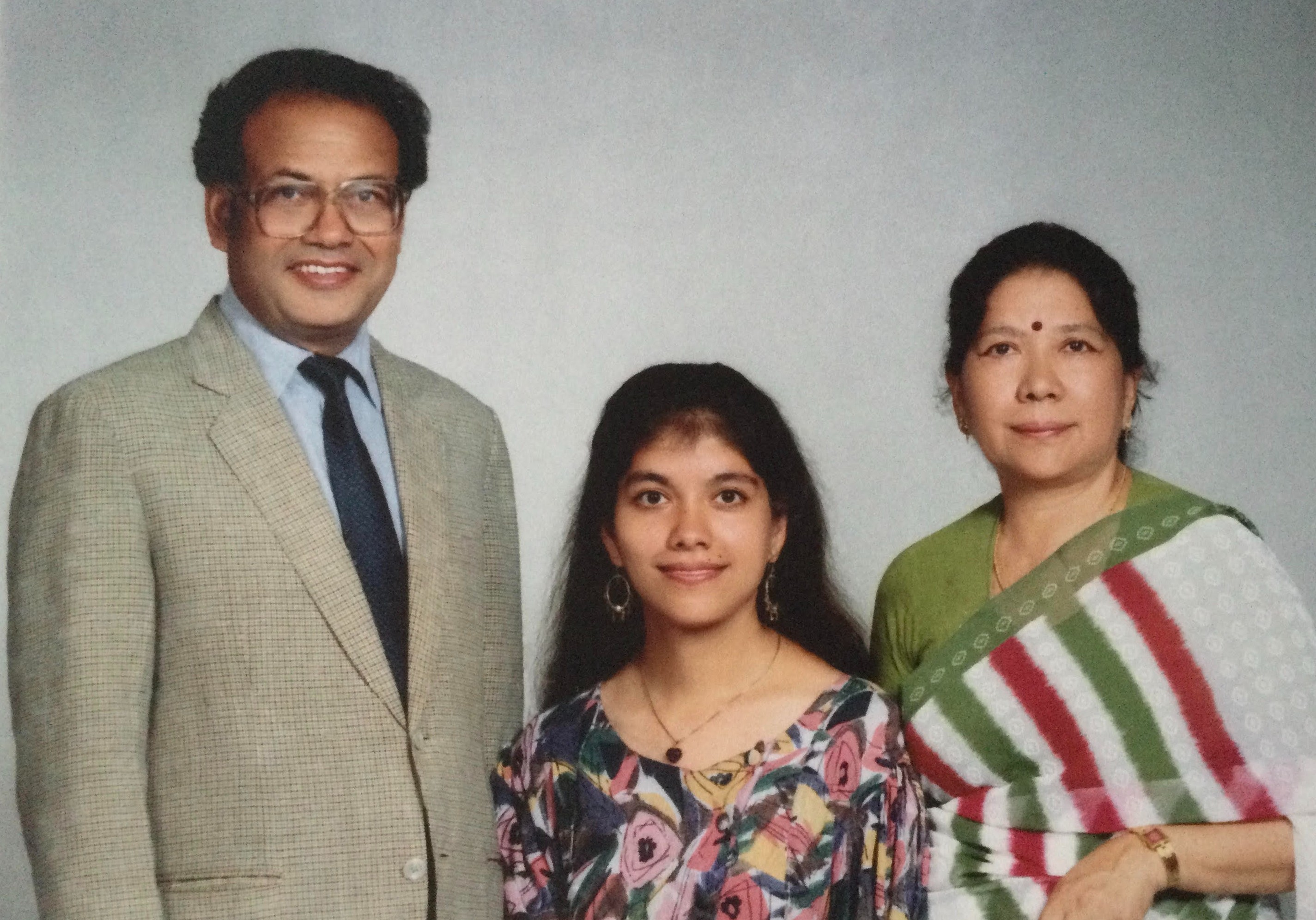
Шанти Мишра с мужем Нараяном Прасадом Мишрой и дочерью Прия Мишрой

27 апреля 1970 года Шанти вышла замуж за своего коллегу Нараяна Мишру. Несмотря на то, что взгляды на межкастовые браки и социальные границы в настоящее время размыты, Нараяну Бахману и Шанти Невар потребовалось почти десятилетие, чтобы семьи примирились с фактом их брака. Отвечая на вопрос корреспондента, Нараян Прасад сказал, что им «потребовалось 7-8 лет, чтобы примирить семьи с обеих сторон». В 1971 году у них родилась дочь.
В июне 2018 года она переехала в США вместе с мужем для лечения. Она страдала от рака желчного пузыря. Шанти Мишра умерла 15 мая 2019 года в Индианаполисе, штат Индиана. У неё остались муж и дочь.

## Почести и память
Шанти Мишра получила награду Международного библиотечного движения от Индии за выдающийся вклад в библиотечный сектор.
В 2010 году был учреждён фонд в размере 433 000 непальских рупий для присуждения золотой медали Нараян-Шанти Мишры студенту, занявшему первое место в аспирантуре по журналистике и библиотечному делу, в Трибхуванском университете.
В 2021 году её муж передал их книжную коллекцию на 3 миллиона непальских рупий Центральной библиотеке Трибхуванского университета. Подаренные 1670 книг были выставлены в библиотеке как коллекция Шанти Нараян.